# Feier der Geburt Jesu in Bethlehem (4. Jahrhundert)

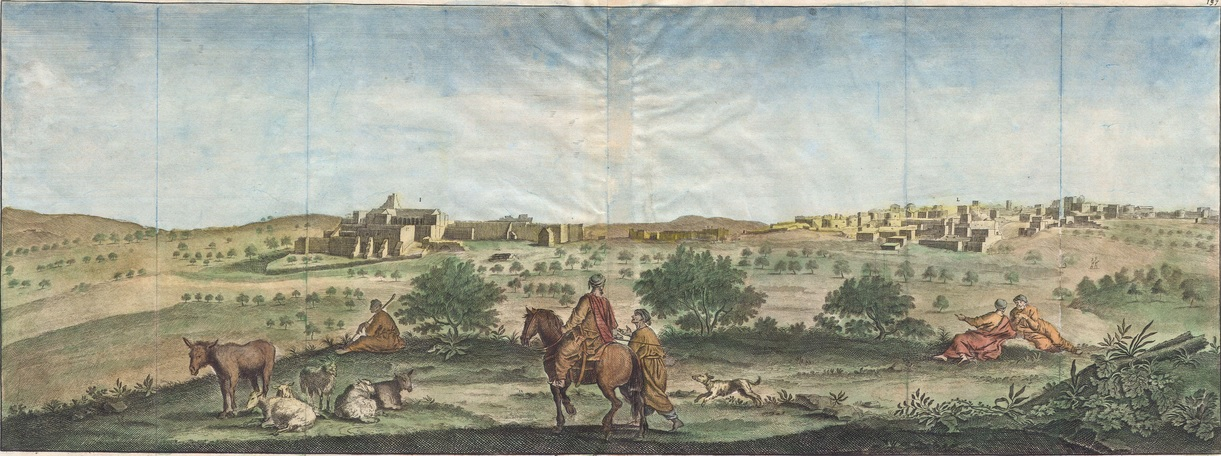
Ansicht von Bethlehem und Umgebung, Cornelis de Bruyn (1698)

Die Feier der Geburt Jesu ist eine Besonderheit der Jerusalemer Liturgie des späten 4. Jahrhunderts, bei der die christlichen heiligen Stätten in und um Bethlehem einbezogen waren. Es handelt sich um das Epiphaniasfest (5./6. Januar), das eine Woche lang gefeiert wurde; im Gegensatz zu anderen östlichen Traditionen war in der Jerusalemer Liturgie die Geburt Jesu der einzige Festinhalt. Das Weihnachtsfest am 24./25. Dezember entstand im lateinischen Westen des Römischen Reiches und wurde erst im Verlauf des 5. Jahrhunderts auch im Osten übernommen. 
Unsere Quellen für den Ablauf der Feier sind das armenische und das georgische Lektionar sowie das Itinerarium der Pilgerin Egeria. Dieses ist unvollständig erhalten und wird daher nach den Exzerpten des Petrus Diaconus (De locis sanctis) ergänzt.
Ebenso wie bei der Feier der Heiligen Woche, war bei der Herausbildung der Jerusalemer Liturgie für das Epiphaniasfest der Wunsch bestimmend, an den – aus damaliger Sicht – historischen Stätten des Lebens Jesu zur richtigen Stunde Gottesdienste zu feiern. Die Entfernung zwischen Bethlehem und Jerusalem war mit rund 7 km so groß, dass Bethlehem nur selten in die Jerusalemer Liturgie einbezogen wurde. Außer für die Epiphanias-Festwoche ist dies nur für den 40. Tag nach Ostern bezeugt (der Grund hierfür ist die in Bethlehem gezeigte Grotte der Unschuldigen Kinder, deren Gedächtnis an diesem Tag begangen wurde.)

## Hirtenfeld

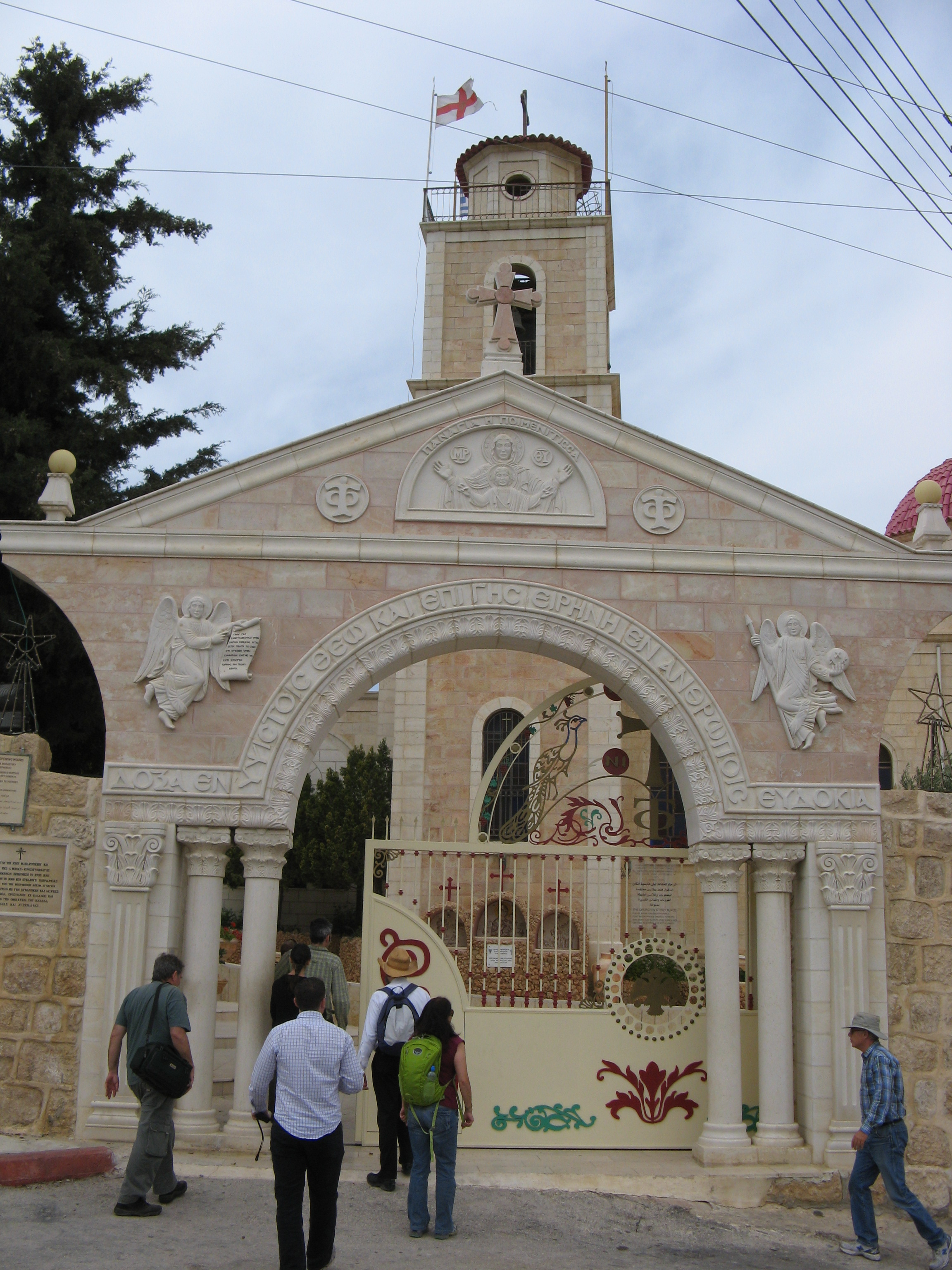
Moderne griechisch-orthodoxe Kirche auf dem Hirtenfeld von Bait Sahur (2014). Über dem Portal die Worte aus der Weihnachtsgeschichte: „Ehre sei Gott in der Höhe und Friede auf Erden bei den Menschen seines Wohlgefallens.“

Am Nachmittag des 5. Januar versammelte sich die Gemeinde auf dem Hirtenfeld nahe Bethlehem zu einer Andacht (Statio). Das armenische Lektionar nennt folgende Einzelheiten:
- Antiphon: „Der Herr ist mein Hirte…“ (Psalm 23)
- Halleluja: „Du Hirte Israels, höre…“ (Psalm 80)
- Evangelium: Verkündigung an die Hirten (Lk 2,8–20 LUT).

Ein Exzerpt des Petrus Diaconus enthält die wohl älteste Beschreibung des griechisch-orthodoxen Hirtenfeldes bei Bait Sahur: „Nicht weit davon aber liegt die Kirche, die Bei den Hirten (Ad Pastores) genannt wird, wo nun ein Garten ist, sorgfältig mit Mauern rings umschlossen. Und dort ist auch die überaus prächtige Höhle (spelunca lucidissima) mit einem Altar an dem Ort, wo den Hirten, als sie Nachtwache hielten, ein Engel erschien und ihnen die Geburt Christi verkündete.“ Die Quelle dieser Informationen ist wahrscheinlich der Pilgerbericht der Egeria. 
Ausgrabungen auf dem Gelände der griechisch-orthodoxen Kirche (Keniset er-Ra‘wat), das etwa 1 km östlich von Bait Sahur liegt, erbrachten die Erkenntnis, dass eine heilige Grotte das älteste Element des Komplexes darstellt. Sie war schon im 4. Jahrhundert mit einem Mosaikfußboden ausgestattet worden. Im 5. Jahrhundert gestaltete man diese Grotte zu einem Kirchenraum um, von dem das Bodenmosaik (Amphore mit Ranken und Trauben, Stifterinschrift) erhalten ist. Im 6. Jahrhundert wurde die Oberkirche vergrößert und erhielt ein Atrium, um die Pilger zu fassen, die diesen Ort besuchten. Noch später wurde der Ort zu einer byzantinischen Klosteranlage mit Wohnquartier erweitert.

## Bethlehem

### Geburtsgrotte

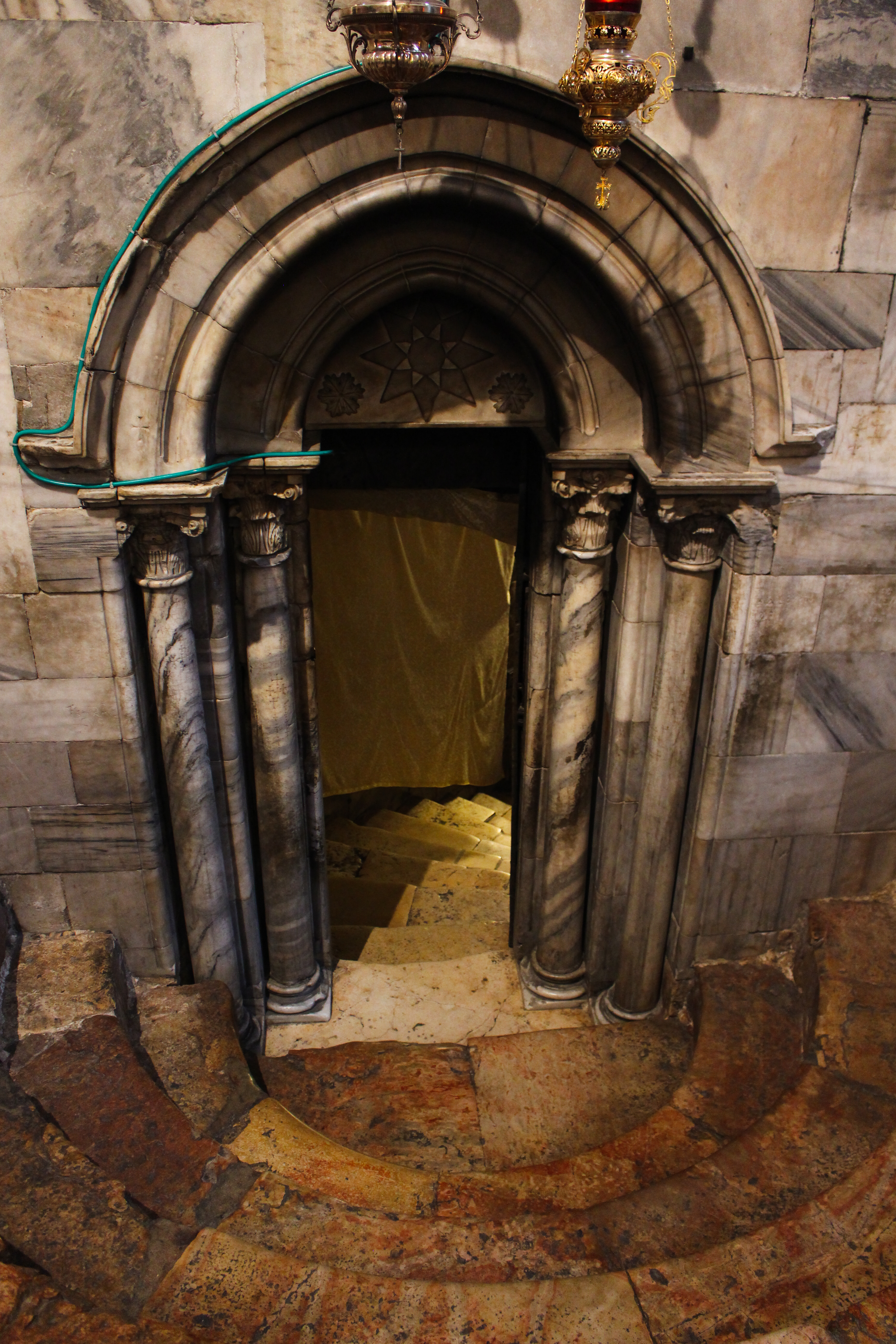
Zugang zur Geburtsgrotte in Bethlehem (2018)

Vom Hirtenfeld wanderten die Gläubigen dann nach Bethlehem und stiegen in die Geburtsgrotte der Basilika hinab. Hier schloss sich sehr wahrscheinlich ein Wortgottesdienst mit der Weihnachtsgeschichte nach Matthäus (Mt 1,18–25 ) an.
Die Tradition, wonach Jesus in einer Höhle geboren wurde, wird erstmals im 2. Jahrhundert durch Justin von Nablus überliefert: „Als dann das Kind in Bethlehem geboren worden war, nahm Josef, da er in jenem Dorfe nirgends Unterkunft finden konnte, in einer Höhle in der Nähe des Dorfes Quartier.“ Origenes kannte anscheinend aus eigener Anschauung eine Grotte, um die sich im 3. Jahrhundert ein reger Pilgerbetrieb entwickelt hatte. Man zeige in Bethlehem die Höhle, in der Jesus geboren wurde, und darin die Krippe, in die er gelegt wurde. Zwischenzeitlich war dieser Ort fast hundert Jahre ein Adonisheiligtum, ehe im 4. Jahrhundert die konstantinische Basilika über der Grotte gebaut wurde.
Im 4. Jahrhundert führte eine zentral vor der heutigen Ikonostase gelegene Treppe zur Geburtsgrotte hinab. Es war aber auch möglich, auf eine Brüstung gestützt von oben in die Grotte hineinzuschauen. Man nimmt an, dass es eine runde Öffnung mit 4 m Durchmesser gab. Ein Ambulatorium ermöglichte es, die heilige Stätte auf der oberen Ebene zu umrunden.
Heute erfolgt der Zugang in die Geburtsgrotte über eine von zwei Treppen, die zur Zeit des Kaisers Justinian angelegt wurden, um den Pilgerbetrieb zu lenken: auf der einen Treppe stiegen die Pilger hinab, auf der anderen hinauf. Der Besucher betritt ein System von Naturhöhlen, das im Lauf der Jahrhunderte vielfach ausgebaut und verändert wurde. Die eigentliche Geburtsgrotte ist ein etwa 3 Meter breiter Korridor. Eine kleine Apsis im Osten wird am Boden mit einem silbernen Stern als Ort der Geburt bezeichnet. „Der Stern liegt genau auf der Mittelachse der Basilika, was darauf hinweist, daß der ganze Bau auf diesen Punkt hin konzipiert war.“
Südwestlich zweigt von der Geburts- die Krippengrotte ab. Das Alter dieser Anlage ist nicht bestimmbar. Bereits Arkulf wurden im 7. Jahrhundert ein Ort der Geburt und ein davon verschiedener Ort der Krippe gezeigt. An der dem Stern gegenüberliegenden Seite der Geburtsgrotte schließt sich ein mittelalterlicher Verbindungsgang zum Bereich der Gräberhöhle an. In diesem Teil des Höhlensystems gibt es Senk- und Arkosolgräber, die mit verschiedenen christlichen Traditionen verbunden wurden. 

### Geburtskirche

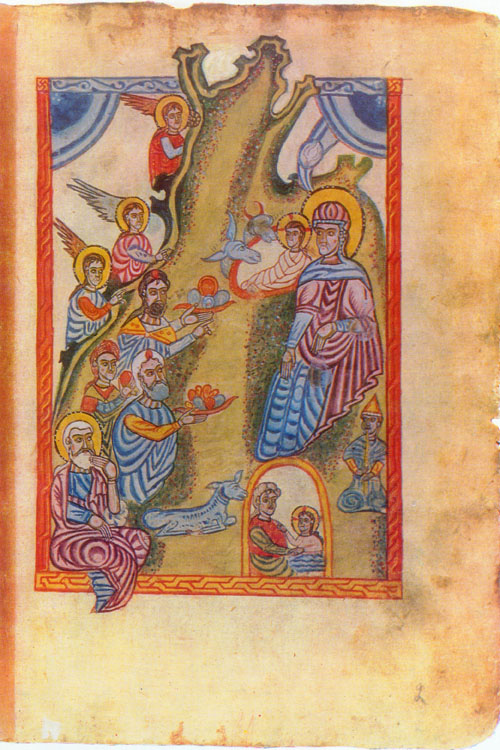
Geburt Christi und Anbetung der Weisen (Armenische Handschrift von 1575, Zakaria Gnunetsi)

In der Basilika der Geburtskirche fand in der Nacht vom 5. auf den 6. Januar ein vom Jerusalemer Bischof geleiteter Gottesdienst (Vigil) mit elf Prophetenlesungen statt. Die Ähnlichkeit zur Ostervigil ist deutlich, die Lesungen stimmten teilweise überein (Schöpfungsgeschichte, Rettung am Schilfmeer, drei Männer im Feuerofen). Diese ähnlich ausgestaltete Vigilfeier ist „eine bewußte Deutung der Geburt [Jesu] im Lichte des österlichen Erlösungsmysteriums.“ 
Ausgewählt wurden dem armenischen Lektionar zufolge diese Texte:
1. Schöpfung und Fall (Gen 1,28–3,20);
2. Prophezeiung der Jungfrauengeburt (Jes 7,10–17 LUT);
3. Rettung Israels am Schilfmeer und Lobgesang (Ex 14,24–15,21);
4. Prophezeiung des Herrschers aus Bethlehem (Mi 5,1–6 LUT);
5. Zuhören und weise werden (Spr 1,2–19 LUT);
6. Prophezeiung des Friedefürsten (Jes 9,4b–6 LUT);
7. Prophezeiung des Herrschers aus dem Stamm Isais (Jes 11,1–9 LUT);
8. Prophezeiung: Schwache werden gekräftigt, es wird einen heiligen Weg geben (Jes 35,3–8 LUT);
9. Prophezeiung: Gott wird sein Volk weiden wie ein Hirte (Jes 40,10–17 LUT);
10. Prophezeiung des Gottesknechts, des Lichts der Welt (Jes 42,1–8a LUT);
11. Rettung der drei Männer aus dem Feuerofen (Dan 3,1–30 LUT); darauf der Hymnus: „Herr, du lässt den Tau fallen, einen Tau der Gnade, und du löschst die Flamme des Feuers; du allein bist erkannt als der Retter.“ Darauf der Lobgesang der drei Männer im Feuerofen und der Hymnus: „Du hast Erbarmen mit unseren Vätern. Du hast uns besucht. Du hast uns gerettet.“

Darauf wurde als Epistel Tit 2,11–15  gelesen und als Evangelium Mt 2,1–12 .
Petrus Diaconus kannte folgende Details der Geburtskirche: man habe darin „den Tisch, an dem die heilige Maria mit den drei Königen speiste“ gezeigt; die Kirche hatte 64 Säulen, und dort seien die (nach Mt 2,16) von Herodes getöteten Kinder beigesetzt.
Ein bemerkenswerter Rest der ersten, konstantinischen Geburtskirche ist ihr Mosaikfußboden: Im Mittelschiff befinden sich, geschützt durch hölzerne Klappdeckel, die Reste eines um 400 verlegten Mosaikteppichs mit der Seitenlänge von 16,40 m × 6,80 m. Er hat zwei Felder, ein Quadrat im Westen und ein Rechteck im Osten. Die erhaltenen Partien zeigen fast nur geometrische Motive sowie Ranken und Früchte.

## Von Bethlehem nach Jerusalem
Nach der Eucharistiefeier zog die Gemeinde unter Leitung ihres Bischofs von Bethlehem nach Jerusalem und sang dabei Psalm 118 mit dem Kehrvers: „Gelobt sei, der da kommt im Namen des Herrn!“ Weil man wegen der Mönche recht langsam gehen müsse, schrieb Egeria, habe man Jerusalem erst beim Morgengrauen erreicht.
Ziel der Prozession war die Rotunde der konstantinischen Auferstehungskirche (Anastasis), die durch viele Lichter festlich erleuchtet war. Hier ist eine Übernahme von Elementen des jüdischen Lichterfests Chanukka möglich, welches kurz zuvor in der jüdischen Gemeinde gefeiert worden war.
Nach einem Psalm wurden die Gläubigen vom Bischof gesegnet und kehrten in ihre Herbergen zurück, um sich auszuruhen. 
Morgens gegen 7 Uhr versammelten sich die Christen wieder im Martyrium der Anastasis und feierten den Morgengottesdienst mit anschließender Eucharistie. Nach dem armenischen Lektionar wurden dafür folgende Texte ausgewählt:
- Antiphon: Psalm 2
- Epistel: Tit 2,11–15 LUT
- Halleluja: Psalm 110
- Evangelium: Mt 1,18–25 LUT

## Festwoche
Die Festwoche dauerte acht Tage; die Gottesdienste waren auf verschiedene Jerusalemer Kirchen verteilt, neben der Anastasis waren die Eleona-Kirche auf dem Ölberg, das Lazarium (Grab des Lazarus in Bethanien) und die Kirche auf dem Zion einbezogen.
„In Bethlehem aber herrscht die ganzen acht Tage hindurch täglich dieser Glanz, und von den Priestern, vom gesamten Klerus des Ortes und von den Mönchen, die zu jenem Ort gehören, wird das gleiche Freudenfest gefeiert.“

## Weihnachten in Bethlehem
Als das Weihnachtsfest sich auch im Osten durchsetzte, wurden die Gebräuche des Epiphaniasfestes auf den 24./25. Dezember übertragen. Das georgische Lektionar zeigt, wie im 6. bis 8. Jahrhundert in Bethlehem Weihnachten gefeiert wurde:
- Am Nachmittag des 24. Dezember begab sich die Gemeinde zum Hirtenfeld. Litanei und Gebete nahmen Motive des Evangeliums, der Verkündigung an die Hirten, auf.
- Daraufhin zog die Gemeinde nach Bethlehem. Man ging hinab in die Geburtsgrotte zur Vesper mit anschließender Eucharistiefeier.
- Um Mitternacht begann die Vigil mit den elf Prophetenlesungen. Auf den Gesang der drei Männer im Feuerofen folgte die Lesung des Evangeliums: Maria und Josef reisen nach Bethlehem, Jesus wird geboren und in eine Krippe gelegt (Lk 2,1–7). Es folgte das morgendliche Stundengebet.
- Die Eucharistiefeier am Morgen des 25. Dezember hatte die gewohnte Struktur (Jakobusliturgie); das Evangelium war Mt 2,1–23.

## Rezeption

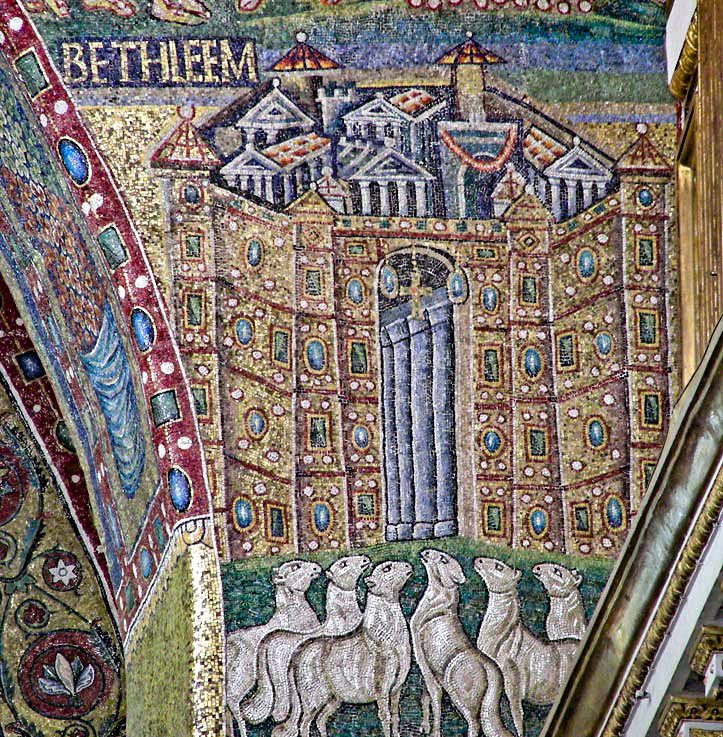
Detail des Triumphbogens von S. Maria Maggiore: Stadtvignette von Bethlehem

Die Jerusalemer Stationsliturgie am Epiphaniasfest hatte Auswirkungen auf die westkirchliche Liturgie von Weihnachten: 
In der römischen Basilika S. Maria Maggiore ließ Papst Sixtus III. eine Nachbildung der Geburtsgrotte von Bethlehem einbauen. Zum Reliquienschatz dieser Basilika gehören Stücke von den Holzbrettern der Krippe sowie ein Teil des Wickeltuchs (panniculum), in das Jesus nach seiner Geburt gehüllt worden sein soll. 
Seit dem 5. Jahrhundert wurde in S. Maria Maggiore nach dem Vorbild der Geburtskirche eine Mitternachtsmesse (missa in nocte) gefeiert. Die Lesungen der Bethlehemer Vigil mit ihrem Bezug zur Osternacht wurden zwar nicht übernommen, „doch das Motiv der Nacht wird – analog zum Osterfest – zu einer beherrschenden theologischen Metapher für das gesamte Weihnachtsfest.“
Die Armenisch-Apostolische Kirche kennt kein Weihnachtsfest am 25. Dezember, sondern feiert das Fest der Geburt Christi (Surb Znund) am 6. Januar. Die eucharistische Liturgie (Badarak) stellt an diesem Tag die Geburt Christi in den Mittelpunkt; ein an die Eucharistiefeier anschließender Ritus gedenkt seiner Taufe.